# Polystichum daguanense
Polystichum daguanense är en träjonväxtart som beskrevs av L.L.Xiang och Ren-Chang Ching. Polystichum daguanense ingår i släktet Polystichum och familjen Dryopteridaceae. Inga underarter finns listade.